# Hibernians Football Club 2020-2021
Questa voce raccoglie le informazioni riguardanti l'Hibernians Football Club nelle competizioni ufficiali della stagione 2020-2021.

## Maglie e sponsor
| Casa | Trasferta |

Sponsor ufficiale: Bezzina

Fornitore tecnico: Joma

## Rosa

### Rosa 2020-2021
| N. |                    | Ruolo | Calciatore        |
| -- | ------------------ | ----- | ----------------- |
| 1  | Malta (bandiera)   | P     | Matthew Cremona   |
| 3  | Malta (bandiera)   | D     | Ferdinando Apap   |
| 4  | Brasile (bandiera) | D     | Leandro Almeida   |
| 6  | Nigeria (bandiera) | C     | Edafe Uzeh        |
| 7  | Malta (bandiera)   | A     | Ayrton Attard     |
| 8  | Malta (bandiera)   | C     | Jake Grech        |
| 10 | Malta (bandiera)   | A     | Jurgen Degabriele |
| 11 | Malta (bandiera)   | C     | Bjorn Kristensen  |
| 12 | Malta (bandiera)   | C     | Dunstan Vella     |
| 13 | Malta (bandiera)   | D     | Zachary Grech     |
| 18 | Spagna (bandiera)  | D     | Gabri Izquier     |

| N. |                      | Ruolo | Calciatore      |
| -- | -------------------- | ----- | --------------- |
| 19 | Nigeria (bandiera)   | A     | Shola Shodiya   |
| 20 | Malta (bandiera)     | D     | Andrei Agius    |
| 23 | Brasile (bandiera)   | A     | Wilkson         |
| 61 | Malta (bandiera)     | P     | Rudi Briffa     |
|    | Brasile (bandiera)   | A     | Tiago Adan      |
|    | Malta (bandiera)     | P     | Daniel Balzan   |
|    | Argentina (bandiera) | A     | Imanol Iriberri |
|    | Malta (bandiera)     | D     | Daniel Buckle   |
|    | Malta (bandiera)     | C     | Ryan Vella      |
|    | Malta (bandiera)     | A     | Andre Mallia    |